# Martin Geretschläger
Martin Geretschläger (* 11. März 1988) ist ein ehemaliger österreichischer Grasskiläufer. Er startete für den Skiclub Elsbethen und gehörte dem A-Kader des Österreichischen Skiverbandes an.

## Karriere
Geretschläger nahm im Jahr 2004 erstmals an FIS-Rennen teil. Sein bestes Saisonresultat erreichte er gleich im ersten Rennen, als er im Riesenslalom von Maria Gugging den 20. Platz belegte. Im nächsten Jahr war sein bestes Ergebnis bei FIS-Rennen der 15. Rang im Riesenslalom von Rettenbach. Im Juli 2005 nahm Geretschläger an der Juniorenweltmeisterschaft im tschechischen Nové Město na Moravě teil und konnte sich dabei in allen Bewerben unter den besten 20 klassieren. Sein bestes Resultat war der elfte Platz im Super-G. Ein Jahr später fuhr er bei der Juniorenweltmeisterschaft 2006 in Horní Lhota u Ostravy in allen Rennen unter die schnellsten acht. Er wurde Sechster im Super-G und zeitgleich mit dem Tschechen Jiří Fuchs Siebenter im Riesenslalom. In der Kombination kam er ebenfalls auf Rang sieben und im Slalom auf Rang acht.
Im September 2006 nahm Geretschläger in Forni di Sopra erstmals an Weltcuprennen teil. In den beiden Super-Gs belegte er jeweils Rang 25 und im Riesenslalom erreichte er Platz 22, womit er in der Gesamtwertung der Saison 2006 auf Rang 32 kam. Im Jahr 2007 startete er wieder ausschließlich in FIS-Rennen, in denen er mit Rang neun im Slalom von Bad Goisern erstmals unter die besten zehn fuhr, sowie bei der Juniorenweltmeisterschaft in Welschnofen, wo er Zehnter im Super-G und 16. in der Super-Kombination wurde. Zu Beginn der Saison 2008 startete er in der Super-Kombination von Rettenbach wieder in einem Weltcupbewerb, wurde dabei aber nach einem Torfehler disqualifiziert. Sein bestes Saisonergebnis in FIS-Rennen war der 13. Platz im Super-G von Traisen und bei der Juniorenweltmeisterschaft 2008 wurde er Achter im Riesenslalom und Zehnter im Super-G. Nach 2008 nahm Geretschläger an keinen Rennen mehr teil.

## Sportliche Erfolge

### Juniorenweltmeisterschaften
- Nové Město na Moravě 2005: 11. Super-G, 13. Kombination, 18. Slalom, 19. Riesenslalom
- Horní Lhota u Ostravy 2006: 6. Super-G, 7. Riesenslalom, 7. Kombination, 8. Slalom
- Welschnofen 2007: 10. Super-G, 16. Super-Kombination
- Rieden 2008: 8. Riesenslalom, 10. Super-G

### Weltcup
- Drei Platzierungen unter den besten 25